# Excalibosaurus costini
Excalibosaurus costini è l'unica specie appartenente al genere monotipico Excalibosaurus (letteralmente "lucertola di Excalibur") di rettili preistorici marini pesciformi (ittiosauri) vissuti durante lo stadio Sinemuriano (approssimativamente da 196,5 ± 2 a 189.6 ± 1,5 milioni di anni fa) del periodo del primo giurassico negli attuali territori dell'Inghilterra. Il genere è caratterizzato dall'estrema elongazione del rostro, con la mascella inferiore lunga tre quarti della lunghezza della mascella superiore, che ne rende l'aspetto simile ad un pesce spada.

## Descrizione

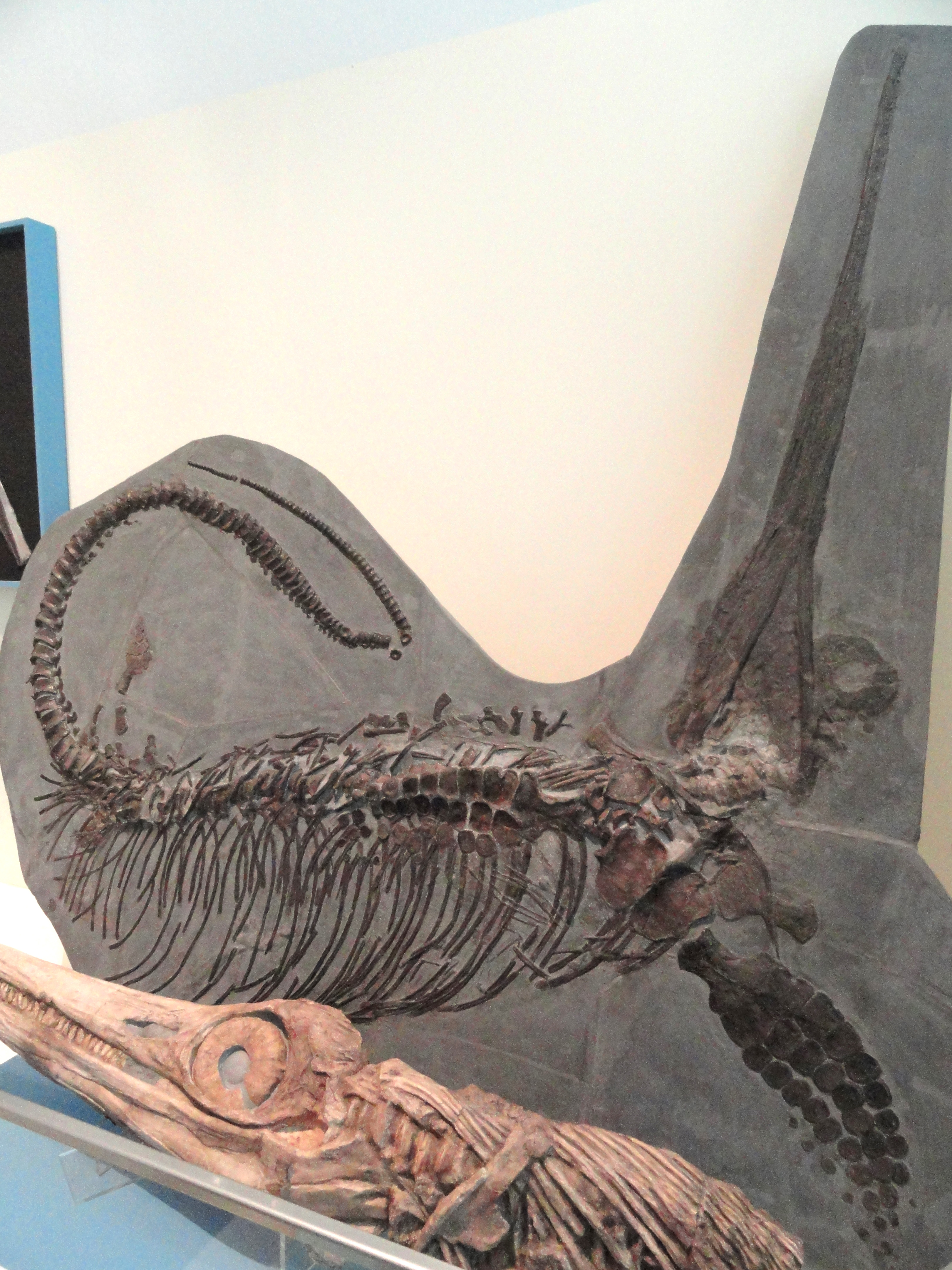
Lastra con scheletro completo (quello scuro)

Quest'animale relativamente raro è conosciuto soltanto da due scheletri. L'olotipo, scoperto nel 1984 vicino ad una spiaggia sulla costa del Somerset, consiste di un teschio, della pinna anteriore e di parte del busto pettorale con alcune vertebre e costole, ed è stato descritto nel 1986 da McGowan. Il fossile è ospitato nel "Bristol City Museum and Art Gallery". Il secondo esemplare è uno scheletro quasi completo ritrovato nella stessa area nel 1996, che è stato acquistato dal "Royal Ontario Museum" ed è stato descritto nuovamente dallo stesso McGowan nel 2003.
Excalibosaurus è imparentato ad altri due generi di ittiosauri, Leptonectes dal Retico (tardo triassico) al Sinemuriano (primo giurassico) dell'Inghilterra, e Eurhinosaurus dal Toarciano (primo giurassico) della Germania. I tre generi sono raggruppati nella famiglia Leptonectidae e nel sotto ordine Eurhinosauria. Si pensava che Excalibosaurus fosse un sinonimo minore di Eurhinosaurus, ma la descrizione dell'esemplare del 1996 mostra molte differenze morfologiche come la forma della pinna anteriore (molto più corta e larga nell'Excalibosaurus) e la forma allungata del corpo che differenziano chiaramente i due generi. La lunghezza stimata del corpo dell'esemplare del 1996 è di 7 metri, con un teschio di 1,54 metri. L'olotipo era molto più piccolo, con un teschio di 0,785 metri ed una lunghezza stimata di 4 metri, il che lo classifica come esemplare giovane.